# Christoph Samuel John
Christoph Samuel John (* 11. August 1747 in Fröbersgrün bei Greiz; † 1. September 1813 im südindischen Tranquebar) war ein deutscher Missionar im Dienste der Dänisch-Halleschen Mission.

## Leben und Werk
Christoph Samuel John war der Sohn des Pfarrers Julius Gerhard Christian John und der Pfarrerstochter Catharina Dorothea, geb. Pyrlaeus. Er wurde erst privat unterrichtet und besuchte später die Dorfschule in Fröbersgrün. Er studierte ab dem 13. Mai 1767 Theologie an der Universität Halle und wirkte schon während seines Studiums unter Johann Georg Knapp als Erzieher im Waisenhaus Halle. So war er ab Oktober 1767 „Praeceptor in der teutschen Mägdlein-Schule“ und ab April 1768 Lehrer an der „lateinischen Schule“. Am 28. August 1769 habe ihn der Ruf als Missionar durch Johann Georg Knapp erreicht, am 3. November 1769 wurde er in Kopenhagen ordiniert. Eine am 6. Januar 1770 angetretene Schiffsreise nach Indien musste wegen Eisgangs abgebrochen werden. Erst 14 Monate später, am 15. März 1771 brach er erneut auf und traf am 13. Juni 1771 in Indien ein, um dort sein Amt als Missionar in der dänischen Kolonie Tranquebar aufzunehmen.

Illustration von C.S. John zur Beschreibung eines Himmelsguckers (Uranoscopus lebeckii)

Neben seiner mehr als 40-jährigen Tätigkeit als Lehrer und Prediger in Indien entwickelte er Forschungsaktivitäten im Bereich der Sprachwissenschaft, Geschichte, Völkerkunde und der Zoologie. Auf Reisen durch Südindien legte er umfangreiche ethnologische und naturwissenschaftliche Sammlungen an und schickte viele seiner Funde an Forscher wie Georg Forster, William Roxburgh und Marcus Élieser Bloch. Mit seinen Beschreibungen, Zeichnungen und sorgfältigen Präparaten lieferte er Bloch wesentliche Beiträge zu dessen Werk Allgemeine Naturgeschichte der Fische.
Neben seiner Muttersprache beherrschte John Englisch, Portugiesisch und Tamil. Eine Lungenerkrankung und zunehmende Erblindung hielten ihn nicht von seiner Lehrtätigkeit ab. Er starb im Alter von 66 Jahren an einem Schlaganfall und wurde auf dem Friedhof „New Jerusalem“ in Tharangambadi begraben.

## Ehrungen
Unter der Präsidentschaft von Johann Christian Daniel von Schreber wurde John am 30. April 1795 von der Deutschen Akademie der Naturforscher Leopoldina zum Doktor der Philosophie ernannt.
Der Ichthyologe Marcus Élieser Bloch benannte die tropische Fischgattung Johnius nach ihm.
Der Herpetologe Patrick Russell benannte eine Schlangenart Eryx johnii nach ihm.